# مغارة السخول
مغارة السخول هو موقع أثري يقع على بعد 20 كيلومتراً إلى الجنوب من مدينة حيفا، وعلى بعد 3 كيلومترات من البحر الأبيض المتوسط.

## وصف
الموقع هو من عصور ما قبل التاريخ، وقد نقب لأول مرة من قبل دوروثي غارود في صيف عام 1928
وكشفت الحفريات عن أول دليل في أواخر الثقافة النطوفية، والتي تتميز بوجود حصاة دقيقة وفيرة، ودفن الإنسان والأدوات الحجرية. كما يمثل كهف السخول منطقة واحدة حيث سكنه البشر البدائيون ( 200،000 - قبل 45000 سنة ) وعاشوا جنباً إلى جنب في الفترة حوالي قبل 100،000 سنة، والهياكل إلى عثر عليها هي من نوع الإنسان العاقل الباكر.
ضمت المقبرة الأولى أربعة عشر شخصاً، يافعين وأطفال، دُفنوا بعناية في حفر منتظمة وبوضعية مثنية؛ أحد الموتى يحمل آثار قطع في الفخذ، كما دُفن فك خنـزير إلى جانب هيكل آخر.

## وصلة خارجية
- كهوف فلسطين.. "البيئة البكر" احتضنت الكنوز وسلبها الاحتلال